# سد الغريب (مسلسل)
سد الغريب هو مسلسل درامي يمني من إنتاج دوت نوشن للإنتاج الفني والإعلامي، وإخراج هاشم حمود هاشم وسيناريو يسرى عباس، ومن بطولة نبيل حزام ويحيى إبراهيم وعبدالله يحيى إبراهيم ونجيبة عبدالله وإبراهيم الزبلي وأماني الذماري ونوال عاطف وسحر الأصبحي ومحمد الرادعي وقيس السماوي.مهندس ديكور عبدالله طامش 

## نبذة عن المسلسل
تدور أحداث المسلسل في زمنين مختلفين حول صراع تعود جذوره إلى الماضي على سد مشترك بين قريتي المناورة والرياحنة والتي بدورها تستمر إلى الحاضر بعد 26 سنة. ويجسد المسلسل الكثير من الصور الاجتماعية في الماضي والحاضر.

## طاقم العمل
| الممثل                | الدور          |
| --------------------- | -------------- |
| نبيل حزام             | حميد           |
| يحيى إبراهيم          | مسعود          |
| نجيبة عبد الله        | خيزران         |
| عبد الله يحيى إبراهيم | يحيى/صخر       |
| إبراهيم الزبلي        | علوي           |
| أماني الذماري         | سلمى           |
| نوال عاطف             | جميلة          |
| سحر الأصبحي           | ام حميد        |
| محمد الرادعي          | راجح           |
| قيس السماوي           | غسان           |
| حميد السلطان          | ياسين          |
| طارق ردمان            | ناصر المناوري  |
| ريم جبران             | راوية          |
| ريهام جبران           | ريحانة         |
| عبد الرحمن المسيبي    | عابد           |
| محمد الحرازي          | مقدام          |
| أمل إسماعيل           | عاتقة          |
| فوزية الأصبحي         | ام ياسين       |
| حسين حنظل             | جابر الرياحنيي |

## القصة
في ليلة من ليالي الريف، تهجمّت قرية المجاورة على قرية الرياحنة بسبب خلافات على سد ماء ورأت قرية الرياحنة أن تَصرف المجاورة يعتبر تعدٍ وتحدٍ وفتحٍ لباب الحرب بينهما. ارتفعت أصوات الرجال وامتلأت سماء القريتين بالرصاص والدخان.
كانت النسوة في تلك الليلة يخشين من إغلاق السد وانقطاع الماء،  فخرجن ليأتين بالماء قبل إغلاق السد ومن بين تلك النسوة  صفية (أم علوي) التي وجدت نفسها عالقة بين القريتان. لم تستطع صفية التقدم نحو السد ولا العودة لمنزلها واختبأت خلف مجموعة حطب إلى حين انتهاء الاشتباك بين القريتان وفي أثناء ذلك، التقت بامرأة أخرى وهي عائدة من جلب المياه فسألتها صفية من أين جلبته فأخبرتها المرأة أنها جلبته من بركة الغريب.
بركة الغريب تقع خارج القريتان بعيدة عن السكان وبقرب البركة غرفة تجلس الفتيات والنسوة فيها عندما يكون الوقت متأخرًا  في الليل حتى الصباح.  ذهبت  صفية إلى  البركة معتقدة أن النسوة سيكنّ هناك كما هي العادة ولكن لم تجد أحدًا ومع الظلام وبسبب وعورة الدرج المحيط بالبركة سقطت صفية وماتت غرقًا.
قررت القريتان في تلك الليلة قطع العلاقات مع بعضهم البعض وتفرّق الرجال حيث ذهب البعض لأخذ أخته أو ابنته المتزوجة في القرية الأخرى ومن ضمنهم مقدام كبير الرياحانة الذي ذهب لأخذ ابنته أم عبود زوجة فراس المجاوري.  
لم يكن حال ناصر المناوري أبو يحيى أفضل من بعض الرجال فقد تم تخييره  أن يترك زوجته خيزران ابنة الرياحنة والعيش معهم أو أن تتبرأ منه المجاورة، وعليه تم احتجازه عند المجاورة في تلك الليلة. ناصر رجلًا لا يستهان به وكلا القريتان تريده أن يكون معها لقوة شخصيته ومحاولاته المستمرة لحل الخلافات بين القريتين وفتح السد لكن جُلّ تفكيره كان منصبًا على زوجته التي اقترب موعد ولادتها، ويُفاجئ المخاض خيزران زوجة ناصر في تلك الليلة ولا أحد معها سوى جارتها جميلة الرياحاني التي أرسلت أخيها مسعود ليأتي بالقابلة من مستوصف المديرية على الرغم من صعوبة ووعورة الطريق.
ومع اختفاء الخيط الأسود من الليل وضعت خيزران طفلان أحدهما لا يتحرك والآخر حي يبكي، في تلك اللحظة «أسمته  يحيى» في حين فشلت القابلة في مساعدة الطفل الآخر وأخبرت خيزران أنه ولد ميت.  كان رجال قرية الرياحنة في حالة فزع من حال القرية وموت صفية ويسألون عن ناصر وعلموا أنه محتجز عند المجاورة وبأن زوجته خيزران قد وضعت حملها.
لم يمضي الكثير من الوقت حتى وقعت حادثتان غامضتان في القرية، مقتل صابر وناصر المناوري في ظروفٍ غامضة دون معرفة القاتل وسرقة واختفاء الفصل الخاص بالأراضي المواجهة للسد من منزل مقدام.
مضت الأيام والسنوات وتبدلت أحوال القريتان وأهلها وأصبح أطفالها شبابا وشبابها شيوخًا، ولكن السد لم يتغير حاله مازال مغلقًا والعلاقات الاجتماعية شبه مقطوعة وكانت نساء وفتيات القرية يتحملنّ مشقة عناء جلب المياه من البرك البعيدة.
كبر الطفل يحيى وأصبح شابا ويعيش حياة بسيطة مع أمه خيزران وأختيه سلمى وريحانة بالإضافة إلى علاقة الأخوة والصداقة التي جمعته مع علوي الريحاني كون خيزران أرضعته عندما كان صغيرًا بعد غرق أمه صفية في البركة. نشأت قصة حب بين علوي والشابة هالة حفيدة الحاج عابد من المجاورة لدرجة أن علوي يذهب بنفسه لجلب المياه من البرك ويضعه بالقرب من نبتة الصبّار، المكان الذي اعتادت هالة الجلوس فيه للاستراحة أثناء جلبها للمياه. لم تكن هالة تعرف هل الماء لها أم لصديقتها سهام مسعود ! لذلك كانت تقوم بتقسيم الماء بينها وبين صديقتها.
عانت نساء الريحانة والمجاورة من مشقة جلب المياه كثيرًا حيث كان عليهنّ أن يقطعن المسافات الطويلة للوصول للبركة والمكوث أحيانًا في الساحة المجاورة لحين شروق الشمس وتكللت جميع المحاولات التي بذلها شباب القرية وفي مقدمتهم يحيى وعلوي لفتح السد بالفشل بسبب تعنّت كبار القرية واستفادة البعض منهم كحميد الريحاني في تملك أراضي القرية مستغلًا شحة المياه وعدم تمكن المزارعين من الري حتى أن يحيى ساخرًا في إحدى المرات وضع إعلان لبيع السد، ونشر علوي على وسائل التواصل الاجتماعي معاناة القرية للماء وهو ما أثار ردة فعل قوية من قبل المتابعين وتدخلت إحدى المجموعات الشبابية لإيجاد حل لكن المحاولة فشلت.
يحيى لديه هدف وهو فتح السد لأجل حل الخلافات بين القريتان ولأجل أن تعود  الأمهات إلى أطفالهن اللذين أصبحوا شبابا ويصلح حال القرية كي يتمكن أخيه من الرضاعة وصديقه علوي من أن يتزوج الفتاة التي يحبها لكن انشغل بمرض أخته ريحانة المصابة بالفشل الكلوي. المرض الذي كان أهم أسبابه الماء الغير نظيف وصرف الأدوية دون تحليل أو كشف طبي.
هاجر يحيى إلى المدينة للبحث عن عمل لكنه اكتشف أن حياة المدينة أصعب مما كان يتخيل وتسبب اختفاؤه المتكررعن القرية في اتهامه من قبل حميد جاره في الدار والحقل بجرائم السرقة التي كانت تحدث في القرية ولكن يتفاجأ حميد بأن السارق هو ابنه وليد الذي تركة وذهب للعيش في الجبل برفقة صديقه عبود ابن فراس المناوري وكليهما يكرهان والديهما وخاصة وليد بسبب وفاة أمه على يد أبيه أثناء تنظيفه للسلاح.
سافر يحيى إلى المدينة لعلاج أخته وتعرف على الشاب مروان الذي أصبح سائقًا له على الدراجة النارية، وفي المستشفى تعرف على راجح الرياحني  صديق والده ناصر الذي يعالج زوجته المصابة أيضًا بالفشل الكلوي.
أخبر راجح يحيى بقصة هروبه من القرية ومساعدة والده ناصر بالهروب بعد اتهامه من قبل المجاورة.  كان هناك جانب غامض من حياة يحيى في المدينة خاصةً ظهوره المستمر في أماكن عدة مرتبطة  بعصابة الدراجات النارية. يحيى يشعر بالقلق وأن هنالك شخصًا ما يتتبعه أينما ذهب. تدهورت صحة ريحانة واستغل حميد غياب يحيى وأخذ بصيرة الأرض مقابل إقراض خيزران بعض المال لعلاج ابنتها وسافرت خيزران للمدينة مع ابنتها سلمى، وفي المدينة تتعرض سلمى وصديقتها غفران للسرقة من قبل قائد عصابة الدراجات النارية غسان.
تصاب سلمى بانهيار وصدمة خوف من المدينة بسبب غسان حيث أقدم على سرقة حقيبة غفران - صديقة سلمى - من يدها في شارع السوق وكانت سلمى معها والتقطت كاميرا المراقبة ما حدث لغفران وانتشر مقطع الفيديو وسبّب ضجة كبيرة بين الناس. غسان يقع في أيدي عصابة صخر المنافسة لعصابته في الحي وقاموا بإحراق دراجته وضربه هو ورفقاءه وتشويه وجهه بالمكياج الذي كان في الحقيبة تعبيرًا منهم واستنكارهم عن هذا الفعل المشين وأن هنالك مبادئ وقيم لا يجب على أحد تجاوزها وإن كانوا لصوصًا.
يحيى يقرر أن يتبرع بكليته ليضع حدًا لمرض أخته ريحانة وأن يشاركها الحياة والموت. لم يشجعه أحد إلا أن إصراره كان قويًا لوضع حد لمعاناة شقيقته لكنه أجّلَ العملية لحين عودته من القرية بعد أن يحاول مع رفيقه علوي إقناع المجاورة بأن يقبلوا خطبة علوي من هالة لكن القدر كان له كلمة أخرى، فيُقتل يحيى في المدينة قبل عودته للقرية.
شكّلَ موت يحيى صدمة على الجميع وخاصة لأمه خيزران وأخته سلمى وريحانة وأظلمت سماء المدينة والقرية. دفن يحيى ودفنت معه أحلامه وأمنيات علوي بالزواج من هالة وفرحة خيزران التي لم تكتمل بولدها يحيى.
فجأة في منزل ناصر يُغمى على خيزران عندما رأت يحيى يعود من جديد ويقف أمامها وتجمّدت سلمى من هول المشهد، يحيى يعود مجددًا للحياة! تصرخ سلمى أخي يحيى! لكن تتفاجأ بالرد«أنا أمير مش يحيى».
يقوم أمير بعد فترة بتغيير اسمه إلى صخر مع الظروف العصيبة التي يمرّ بها، ومع انصدامه بالكثير من الحقائق التي كانت مخفيةً عنه.
لم تفهم خيزران من هو الشاب الذي يشبه يحيى في كل شيء لكن أسلوبه، نبرات صوته واسمه مختلف، سلمى لم تستطع استيعاب الموقف مما جعلها شرسة وقاسية متسائلة، من أنت؟ ومن تكون؟ أخي يحيى دفن قبل ساعات، ويخبرها صخر بقصته ويعود بذاكرة خيزران إلى ما قبل 26 عامًا ويذكرها بتلك الليلة القاسية وأنها وضعت طفلان كانت تظن أن أحدهم ميت ولكنه لم يكن ميتًا وإنما فاقدًا للوعي وأن جارتها جميلة وأخيها مسعود قد سرقوه بعد اكتشافهم بأنه حي فجميلة كانت تتمنى الأمومة واستغلت وضع القرية واحتجاز أبيه ناصر وزوجها شفيق كان في المدينة آنذاك ورحلت جميلة إلى المدينة بعد الولادة.
نشأ أمير (صخر) طفلا مدللًا برفقة أبيه شفيق وأمه جميلة وعاش حياة هادئة مسالمة وبالرغم من شغف أمير (صخر)  للتعرف على حارته والسكان واللعب مع الأولاد مثل أي طفل الا أن خوف جميلة وخشيتها من فقدانه جعلها تُبقي عليه في المنزل الأمر الذي تسبب في عزل  أمير (صخر) عن محيطه وعدم تقبل الآخرين له. فَقَد أمير (صخر) أبيه وعاش مع خاله مسعود، قاسي القلب الذي كان همه جمع المال بأي طريقة. كبر أمير (صخر) واستطاع أن يتغلب على خوفه وعزلته عندما كان مراهقًا في المدرسة. يتحوّل بعدها إلى شاب طائش متهور انتهى به المطاف بسجن الأحداث. كوّن أمير (صخر) رفقاء في الدار وشكلوا عصابة عرفت بعصابة  أمير (صخر) التي تركز عملها في السرقة والانتقام.
وقع أمير (صخر)  في حب جارته وصديقة طفولته بيان على الرغم من شخصيته وملامح وجهه الجامدة وعدم ثقته في من حوله إلا أن بيان وحبها تمكنّا من الوصول إلى قلب أمير الحديدي وذات ليلة تفاجأ أمير ببيان التي تخبره أن هناك شاب يدعى وحيد يهددها بأن ينشر صورها لأنها نست تلفونها في سيارته التاكسي.
غسان يفرض سطوته على الحي بعد انتشار إشاعة مقتل أمير وتبدأ التحريات في قسم الشرطة للكشف عن جرائم عصابة الدرّاجات النارية وجمع الأدلة حول جريمة مقتل يحيى، وينجح المحقق في تجنيد وليد أحد أعضاء العصابة.
يقرر أمير (صخر) العودة إلى قرية المجاورة ويحاول التكيّف مع محيطه وعائلته الحقيقية رغم شعوره بالذنب تجاه ما حصل لأخيه الأمر الذي دفعه للتعرف على حياة يحيى ومحاولة إنجاز وتحقيق كل أمنياته وأحلامه. جميلة ومسعود يعودان للقرية بعد اختفائهما منذ 26 عامًا لاستعادة أمير (صخر) وتحصل مواجهة بين خيزران وجميلة وكذلك مسعود وزوجته عاتقة وتتكشف العديد من اسرار الماضي.
يتفاجأ غسان بأمير (صخر) حيٌ أمامه وتحدث مواجهة بينهما وينجح غسان بالفرار من قبضة أمير (صخر). لاحقاً ينجح المحقق في جمع أدلة تدين عصابة الدراجات النارية ويلقي القبض على أفراد العصابة والإيقاع بغسان. يدخل أمير (صخر) في سلسلة من المواجهات والتحديات في القرية مع حميد لفتح السد واستعادة أرض والده، ويضع خطة لعودة راجح الرياحني بعد كشف القاتل الحقيقي لصابر المجاوري.
جابر الرياحني يعاتب حميد ويتهمه بأنه استغل اتهام أخيه راجح وهروبه من القرية وتأجيج الثأر بين القريتان للحصول على أرض والده وحميد يخبره بأنه باع له الأرض وليس هنالك ما يدعو لفتح موضوع قديم مرّ عليه عشرين سنة وجابر يذكره بأن ما يزال له أخ اسمه راجح لم يبع حصته بعد. يضحك حميد ساخرًا من الكلام ويذكره بأن أخيه لا يستطيع العودة والمطالبة بأي شيء وخاصة بأنه متهم بقتل صابر، لكن الصدمة تقع على حميد عند رؤيته لراجح وهو يدخل إلى المجلس.
يتبرع أمير (صخر)  لشقيقته بكليته وينجح في إعادة العلاقات بين المجاورة والرياحانة ويجمع أهالي القريتان لفتح السد مستفيدًا من عدم بيع راجح أرضه لحميد ووعد راجح له بالتنازل عن أرضه للمجاورة ليتمكنوا من فتح السد وعبور المياه خلالها لأراضي المجاورة لكن يُصدم أمير (صخر)  باختفاء راجح وبظهور حميد وإشهاره لوثيقة تبُين بيع راجح أرضه لحميد، تحدث مشاحنات بين أمير (صخر)  وحميد ويتفاجأ حميد بالحاج مقدام بالمكان ومعه الفصل المختفي منذ عشرين عام والذي يوضح امتلاك والد ناصر لجزء من الأراضي الواقعة أمام السد. يفتح أمير (صخر) السد لتعبر المياه من خلال أرض جده لأراضي المجاورة ويفرح أهالي القريتان بتدفق المياه لأراضيهم.
يغضب حميد ويتهم الحاضرين بالمؤامرة ويعود مسرعًا لغرفته السرية التي يخفي فيها البصائر للتأكد من وجود الفصل، ويسقط بابور الغاز على الأرض، وتمتلئ الغرفة بالنيران، ويخرج حميد من غرفته مشوهًا.
في أعلى التل المطل على القرية يقف أمير (صخر)  أمام قبر والده الذي لا يزال موته سرًا غامضًا، وتتعالى أصوات الرصاص والأهازيج من موكب زفة علوي.  يصعد أمير (صخر) على دراجته مفضلًا ترك الجميع والرحيل إلى مكانٍ مجهول لبدء حياة جديدة...